# Lymire fulvicollis
Lymire fulvicollis är en fjärilsart som beskrevs av Paul Dognin 1914. Lymire fulvicollis ingår i släktet Lymire och familjen björnspinnare. Inga underarter finns listade i Catalogue of Life.